# Dendraster
Dendraster L. Agassiz, 1847 è un genere di ricci di mare, unico genere della famiglia Dendrasteridae.

## Tassonomia
Comprende le seguenti specie:
- Dendraster excentricus (Eschscholtz, 1829)
- Dendraster terminalis (Grant & Hertlein, 1938)
- Dendraster vizcainoensis Grant & Hertlein, 1938

## Distribuzione e habitat
Le specie di questo genere sono diffuse sui fondali sabbiosi del versante orientale dell'oceano Pacifico, dall'Alaska alla Baja California.